# ハサン・タフティアン
- ハッサン・タフティアン

ハサン・タフティアン（ペルシア語: حسن تفتیان、ラテン文字転写：Hassan Taftian、1993年5月4日）は、イランの陸上競技選手。 ラザヴィー・ホラーサーン州トルバテ・ヘイダリーイェ出身。専門種目は短距離走。2017年アジア陸上競技選手権大会100メートル競走で金メダルを獲得した。
2012年にスリランカ・コロンボで開かれた第15回アジアジュニア陸上競技選手権大会の男子100mで優勝した。2013年にはロシア・モスクワで開かれた世界選手権に男子100mで出場するも、10秒57で予選落ちした。

## 自己ベスト
| 種目 | 記録   | 風速 | 場所     | 年月日        | 備考           |
| ---- | ------ | ---- | -------- | ------------- | -------------- |
| 100m | 10秒03 | +1.2 | フランス | 2018年6月30日 | イラン記録     |
| 200m | 20.74  | +0.8 | イギリス | 2018年7月25日 |                |
| 200m | 20.70  | +2.1 | イラン   | 2017年7月23日 | 追い風参考記録 |

## 主な成績
| 年   | 大会                             | 開催地                     | 種目 | 結果    | 記録        |
| ---- | -------------------------------- | -------------------------- | ---- | ------- | ----------- |
| 2009 | アジアユースゲームズ             | シンガポール(シンガポール) | 100m | 6位     | 11.27(-1.2) |
| 2010 | ユースオリンピック               | シンガポール(シンガポール) | 100m | 4位     | 10.86(-1.6) |
| 2010 | アジアジュニア陸上競技選手権大会 | ハノイ(ベトナム)           | 100m | 2位     | 10.81(-2.1) |
| 2010 | 世界ジュニア陸上競技選手権大会   | モンクトン(カナダ)         | 100m | 5位(sf) | 10.89(+0.9) |
| 2012 | アジアジュニア陸上競技選手権大会 | コロンボ(スリランカ)       | 100m | 1位     | 10.49(-2.3) |
| 2012 | アジアジュニア陸上競技選手権大会 | コロンボ(スリランカ)       | 200m | 3位     | 21.60(-3.9) |
| 2012 | 世界ジュニア陸上競技選手権大会   | バルセロナ(スペイン)       | 100m | 4位(sf) | 10.46(+1.3) |
| 2013 | アジア陸上競技選手権大会         | プネー(インド)             | 100m | 8位     | 10.54(-0.3) |
| 2013 | 世界陸上競技選手権大会           | モスクワ(ロシア)           | 100m | 8位(h)  | 10.57(-0.1) |
| 2014 | 世界室内陸上競技選手権大会       | ソポト(ポーランド)         | 60m  | 6位(sf) | 6.67        |
| 2014 | アジア競技大会                   | 仁川(韓国)                 | 100m | 4位(sf) | 10.34(+1.2) |
| 2014 | アジア競技大会                   | 仁川(韓国)                 | 200m | 8位     | 21.24(+0.3) |
| 2015 | 世界陸上競技選手権大会           | 北京(中国)                 | 100m | 7位(sf) | 10.20(-0.4) |
| 2016 | アジア室内陸上競技選手権大会     | ドーハ(カタール)           | 60m  | 1位     | 6.56        |
| 2016 | オリンピック                     | リオデジャネイロ(ブラジル) | 100m | 8位(sf) | 10.23(+0.2) |
| 2017 | アジア陸上競技選手権大会         | ブバネーシュワル(インド)   | 100m | 1位     | 10.25(+0.7) |
| 2017 | アジア陸上競技選手権大会         | ブバネーシュワル(インド)   | 200m | 5位(sf) | 21.18(-0.1) |
| 2017 | 世界陸上競技選手権大会           | ロンドン(イギリス)         | 100m | 5位(h)  | 10.34(+0.3) |
| 2018 | アジア室内陸上競技大会           | テヘラン(イラン)           | 60m  | 1位     | 6.51        |
| 2018 | 世界室内陸上競技選手権大会       | バーミンガム(イングランド) | 60m  | 5位     | 6.53        |
| 2018 | アジア競技大会                   | ジャカルタ(インドネシア)   | 100m | 6位     | 10.19(+0.8) |
| 2018 | アジア競技大会                   | ジャカルタ(インドネシア)   | 200m | 7位(sf) | 21.47(-0.3) |
| 2019 | 世界陸上競技選手権大会           | ドーハ(カタール)           | 100m | 5位(h)  | 10.24(-0.3) |